# Wappen der Provinz Ávila

Wappen der Abgeordnetenversammlung der Provinz Ávila (gilt als Provinzwappen)

Die Abgeordnetenversammlung der Provinz Ávila verwendet einen Wappenschild, der als Provinzwappen gilt. Ein offizielles Annahmedatum ist nicht bekannt. Er erschien aber am 21. Mai 1962 auf der fünften Briefmarke der Serie Escudos provinciales españoles.

## Beschreibung
In der Heraldik werden die Bezeichnungen rechts und links grundsätzlich aus der Sicht der Person verwendet, die den Schild vor sich her tragen würde, also entgegengesetzt zur Sicht des Betrachters.
Der Schild ist in fünf Felder unterteilt, zwei im Schildhaupt und drei im Schildfuß, und trägt dazu einen Herzschild. Die insgesamt sechs Felder stehen somit für die sechs früheren Gerichtsbezirke der Provinz, in die die Provinz bis zum Inkrafttreten des Ley 38/1988 vom 28. Dezember 1988 unterteilt war. Seither zählt die Provinz Ávila nur noch vier Gerichtsbezirke.
- Das erste Feld zeigt auf silbernem Grund auf goldenem Sand eine hellbraune, dunkelbraun vermauerte Stadtmauer mit zwei viereckigen Zinnentürmen. Auf der Mauer, den Plattformen der Türme und aus allen Öffnungen lodern rot-goldene Flammen. Dieses Feld steht für Arenas de San Pedro im Süden der Provinz.
- Das zweite Feld ist in sich geviert und zeigt rechts oben sowie links unten eine nach rechts blickende Krähe mit goldenem Schnabel auf grüner Landschaft vor silbernem Grund. Links oben und rechts unten stehen ebenfalls auf grüner Landschaft, aber vor goldenem Grund zwei Bäume, und zwar jeweils rechts eine Kiefer und jeweils links eine Eiche. Dieses Feld repräsentiert Piedrahíta im Südwesten der Provinz.
- Im dritten Feld reitet auf goldener Landschaft vor blauem Grund ein Ritter in silberner Rüstung auf einem Schimmel nach links aus einem hellbraunen, dunkelbraun vermauerten Burgtor, das die Burg von Arévalo darstellt. Der Gerichtsbezirk Arévalo liegt im Norden der Provinz.
- Im vierten Feld steht auf grüner Landschaft vor blauem Grund ein nach rechts blickendes Zebra. Dieses Feld steht für Cebreros, dessen Gerichtsbezirk Ende 1988 mit dem von Ávila zusammengelegt wurde.
- Das fünfte Feld zeigt auf blauem Grund eine hellbraune, dunkelbraun vermauerte, dreibogige Brücke. Davor schwimmt auf vier silbernen und blauen Wellenbalken ein braunes Boot, das von einem silbernen Kreuz überragt wird. Dieses Feld steht für El Barco de Ávila, dessen Gerichtsbezirk 1988 in dem von Piedrahíta aufging.
- Der Herzschild steht für die Provinzhauptstadt Ávila. Er zeigt auf rotem Grund den in Silber gehaltenen Chor der Erlöser-Kathedrale. Auf dem Umgang erscheint König Alfons VIII. von Kastilien in blauem Gewand mit rotem Überwurf und goldener Krone, ein goldenes Schwert in der Rechten und ein goldenes Zepter in der Linken. Darunter steht in schwarzen Lettern der Schriftzug ÀVILA DEL REY.

Der Schild wird von einer silbernen Barockkartusche umgeben, über ihm schwebt die geschlossene Königskrone Spaniens.

## Historische Herkunft der Wappenbestandteile
- Die brennende Stadt im ersten Feld nimmt Bezug auf zwei Ereignisse der Stadtgeschichte von Arenas de San Pedro. Am 25. Februar 1809 wurden über 300 Gebäude der Stadt von französischen Truppen im Spanischen Unabhängigkeitskrieg in Brand gesteckt, wobei 31 Einwohner starben.[3] Dies war eine Vergeltungsaktion für den Tod von 24 westfälischen Dragonern eines zu den Franzosen gehörenden Fouragetrupps, die von den Einwohnern in einen Hinterhalt gelockt und massakriert wurden.[4] Am 22. Juni 1838 wurde Arenas de San Pedro im Ersten Carlistenkrieg ein weiteres Mal niedergebrannt. Dieses Mal war es ein Trupp von etwa 550 Aufständischen unter Führung von Blas García, genannt Perdíz (Rebhuhn), der 44 Häuser plünderte und in Brand steckte[5]. Diese beiden Ereignisse sind der Grund für das Stadtmotto: Siempre incendiada y siempre fiel (Immer wieder in Brand gesteckt und immer wieder treu).
- Die Krähen im zweiten Feld sind ein sprechendes Symbol für die Herrschaft Valdecorneja ("Krähental"), die Alfons VI. von León seiner Tochter Urraca und deren Ehemann Raimund von Burgund übertragen hatte. Kiefer und Eiche stehen für die fast undurchdringlichen Wälder, die früher in der Gegend um Piedrahíta standen.[6]
- Der aus der Burg reitende Ritter im dritten Feld steht für diejenigen Ritter aus Arévalo, die König Alfons VIII. am 16. Juli 1212 in der Schlacht bei Las Navas de Tolosa gegen die Almohaden unterstützten. Er verlieh nach der siegreichen Schlacht Arévalo die Titel "Muy Noble", "Muy Ilustre" und "Muy Leal" (sehr edle, sehr berühmte, sehr treue).[7]
- Der Ursprung des Zebras, das seit 1878 als sprechendes Symbol im Wappen von Cebreros steht, ist mysteriös. Möglicherweise wurde irgendwann ein Wildesel inkorrekt wiedergegeben.[8]
- Die Brücke im fünften Feld ist die gotische Brücke über den Tormes in El Barco de Ávila.[9] Das Boot auf den Wellen des Tormes ist ein sprechendes Symbol des Ortsnamens, der aber eher keltiberische Wurzeln hat.[10]
- Das Wappen von Ávila mit dem Chor der Erlöser-Kathedrale stammt von 1517 und wurde vom damaligen Gouverneur Bernal de la Mata in Auftrag gegeben. Es wurde von Gonzalo de Ayora gezeichnet, um einen der wichtigsten Augenblicke der Stadtgeschichte wiederzugeben. Ávila wurde 1162 zum Zufluchtsort des erst 7-jährigen legitimen Königs Alfons VIII. von Kastilien, wo er von den Grafen von Lara gegen Ferdinand II. von León bis zu seiner Volljährigkeit mit 14 Jahren verteidigt wurde.[11]